# Albert Anton (Schwarzburg-Rudolstadt)

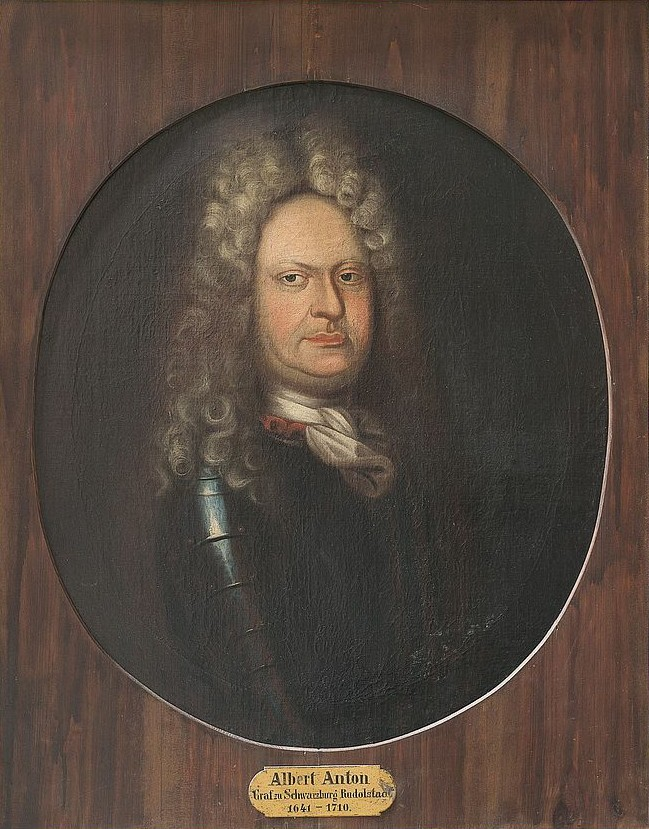
Graf Albert Anton von Schwarzburg-Rudolstadt

Albert Anton von Schwarzburg-Rudolstadt (* 2. März 1641 in Rudolstadt; † 15. Dezember 1710 ebenda) war von 1646 (bis 1662 unter Regentschaft) bis 1710 Graf von Schwarzburg-Rudolstadt und gehörte zum Haus Schwarzburg.

## Leben
Albert Anton wurde als einziger Sohn von Graf Ludwig Günther von Schwarzburg-Rudolstadt und seiner Gattin Emilie geboren. Er wurde von seiner Mutter in den Formen der von der Tugendlichen Gesellschaft geprägten Religiosität erzogen. Ab 1657 unterrichtete ihn der Schriftsteller und Hofmeister Ahasverus Fritsch.
1662 übernahm er die Regierung von seiner Mutter. Drei Jahre später heiratete er die berühmte Dichterin geistlicher Lieder Aemilie Juliane, geborene Gräfin von Barby. Mit ihr bekam er zwei Kinder. Im gleichen Jahr beförderte er Ahasverus Fritsch zunächst zum Kanzleidirektor und 1687 zum Kanzler des kleinen Landes Schwarzburg-Rudolstadt. Neben den Regierungsgeschäften widmete er sich den Wissenschaften und soll beseelt von dem Streben gewesen sein, diese in seinem Land auf alle mögliche Art zu heben und den Zutritt zu denselben durch eine Anzahl mildtätiger Stiftungen zu erleichtern.
1697 erhob Kaiser Leopold I. Graf Albert Anton in den Reichsfürstenstand und die Grafschaft Schwarzburg-Rudolstadt zum Reichsfürstentum. Albert Anton nahm die Standeserhöhung allerdings nicht an. Ausschlaggebend dafür war seine religiöse, pietistische auf Bescheidenheit ausgerichtete Orientierung, die sich vor allem nach dem plötzlichen Tod seiner Lieblingsschwester Ludmilla Elisabeth ausprägte. Auch wollte er Auseinandersetzungen mit den Ernestinern vermeiden, die sich gegen eine Erhebung der Schwarzburger in den Reichsfürstenstand ausgesprochen hatten.

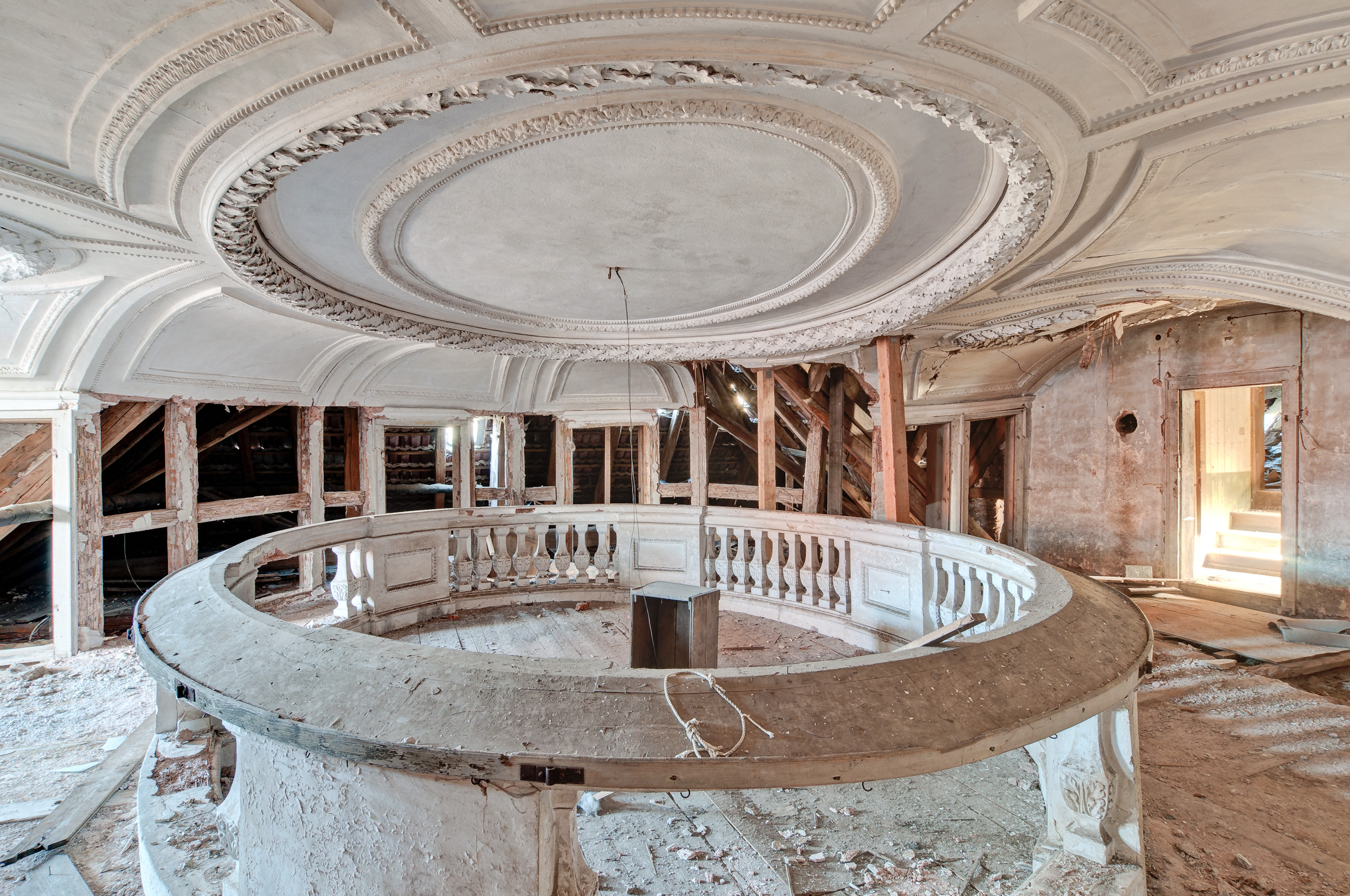
Musikerempore Schlosskapelle Rathsfeld

1697/98 ließ er sich im Kyffhäuser das Jagdschloss Rathsfeld in schlichten Barockformen erbauen. In ihm befand sich unter anderem eine dreigeschossige Kapelle, deren umlaufende Hauptempore von 12 Kolossalpfeilern getragen wurde und die im Dachraum eine gesonderte Musikerempore besaß.
1705 wurde Albert Anton vom Kaiser zum kaiserlichen Kommissarius ernannt und mit der Entgegennahme der kaiserlichen Huldigung in den freien Reichsstädten Mühlhausen und Goslar beauftragt. Darauf wurden auch zwei Denkmünzen geprägt.  1710 wurde die Erhebung in den Reichsfürstenstand erneut ausgesprochen. Mit dem Kaiserlichen Fürstenbrief vom 2. Juni 1710 wurde schließlich sein Sohn Ludwig Friedrich I. in den Reichsfürstenstand erhoben. Dies war noch zu Lebzeiten Albert Antons und wurde nach außen nicht kommuniziert.
Albert Anton verstarb am 15. Dezember 1710 in Rudolstadt. Sein Sohn folgte ihm als Regent im selben Jahr und führte ab 1711 den Fürstentitel.

## Nachkommen
Albert Anton hatte mit Emilie Juliane folgende Kinder:
- Ludwig Friedrich I. (1667–1718), Fürst von Schwarzburg-Rudolstadt
- Albertina Antonia (*/† 1668)